# 飛行夢
『飛行夢』（そら とぶ ゆめ）はZABADAKの4thアルバムである。

## 解説
- 東芝EMIからMMG（現：ワーナーミュージック・ジャパン・MOON RECORDSレーベル）移籍後初めてにして、2年振りのアルバムである。プロデューサーに今井裕、ミキシング担当プロデューサーにフェアーグラウンド・アトラクションのプロデューサーとして注目されていたケヴィン・モロニーを起用。アイルランド ダブリンのウィンドミル・レーン・スタジオにてトラックダウンされた。

- リードボーカルは「THERE'S A VISION」「人形たちの永い午睡」は吉良が担当しているが、それ以外は全て上野が担当している。

## 曲目
| 全編曲: ZABADAK・今井裕・Kevin Molony。 |                              |                |           |       |
| #                                       | タイトル                     | 作詞           | 作曲      | 時間  |
| 1.                                      | 「FOLLOW YOUR DREAMS」       | 小峰公子       | 吉良知彦  | 3:49  |
| 2.                                      | 「飛行夢（そら とぶ ゆめ）」 | 小峰公子       | 上野洋子  | 4:13  |
| 3.                                      | 「砂煙りのまち」             | 松田克志       | 上野洋子  | 3:47  |
| 4.                                      | 「I AM…」                    | Chris Mosdell  | 上野洋子  | 2:27  |
| 5.                                      | 「THERE'S A VISION」         | Tommy Snyder   | 吉良知彦  | 4:17  |
| 6.                                      | 「GOODBYE EARTH」            | 吉良知彦       | 吉良知彦  | 3:34  |
| 7.                                      | 「街角・影法師」             | 小峰公子       | 吉良知彦  | 3:16  |
| 8.                                      | 「人形たちの永い午睡」       | 小峰公子       | 吉良知彦  | 4:42  |
| 9.                                      | 「WALKING TOUR」             | 松田克志       | 上野洋子  | 6:30  |
| 10.                                     | 「LET THERE BE LIGHT」       | Ralph McCarthy | 上野洋子  | 4:13  |
| 合計時間:                               | 合計時間:                    | 合計時間:      | 合計時間: | 40:48 |